# Кабиюк
Държавно предприятие „Кабиюк“ в село Коньовец, община Шумен е научно-приложно звено на Селскостопанската академия със статут и на национален историко-археологически резерват.
То е най-старото държавно стопанство в България. Рзположено е в историческа местност край Шумен. В него се отглеждат редки и автохтонни български породи животни.
В миналото там вероятно е съществувало селище по време на Първата българска държава. През Османското владичество е изградено конно стопанство, което да снабдява с бойни коне европейската част на османската армия. В по-новата история на страната районът е известен с лятната резиденция на княз Батенберг, в която е подписан актът на Съединението.
Стопанството и околните земи са обявени за национален историко-археологически резерват през 2011 г.

## Разположение
„Кабиюк“ се намира на около 10 километра северизточно от центъра на Шумен и на 5 км от неговия краен квартал Макак. Стопанството и прилежащите към него жилищни постройки са обособени в село Коньовец.

## Животновъдно стопанство

### История
Стопанство „Кабиюк“ е създадено през 1864 г. от русенския валия Мидхад паша като държавен конезавод в Османската империя с основна задача да снабдява армията ѝ на Балканския полуостров с ездитни коне. За кратко време заводът увеличава броя на конете. По време на Руско-турската война конете са отведени от него и заводът остава празен. Поради острата нужда от коне за новата българска армия стопанството бива възстановено през 1883 г. Неуспехи в производството на коне през първите четири години водят до затварянето на завода. Същинското възстановяване на дейността му започва през 1894 г. като "Държавен конезавод, склад за жребци и ремонтно конско депо „Кабиюк“.
От самото начало в стопанството са обособени и спомагателни отдели като говедовъден, овцевъден, свиневъден и птицевъден, като първоначалната идея е те да служат за задоволяване на собствените нужди, но по-късно биват оформени като племенни отдели. Именно поради тази причина през 1911 г. конезаводът е преименуван в Държавен завод за добитък и депо за мъжки разплодници. През 1923 г. в редовната преса се съобщава за Държавния завод - Кабиюк и част от неговия ветеринарен персонал.
През годините след Втората световна война стопанството продължава дейността си под името Държавно земеделско стопанство „Васил Коларов“. През 1963 г. влиза в състава на Селскостопанската академия.
„Кабиюк“ многократно е преименуван: от Държавно племенно животновъдно стопанство „Васил Коларов“ на Опитна станция по биволовъдство и коневъдство „Кабиюк“ и после Държавен племенен семепроизводствен комплекс „Кабиюк“. През 2004 г. с приемане на Закона за животновъдството стопанството е преименувано в Държавно предприятие „Кабиюк“. Обявен е за национален историко-археологичен резерват през 2011 г.
Основна насока в дейността му е развитието на племенното коневъдство и овцевъдството, запазването на автохтонни породи говеда и овце в съществуващия генетичен резерват. Дейността на стопанството се субсидира от държавата.

### Състояние днес
В наши дни стопанството е държавно и се субсидира от държавата. Там се отглеждат и няколко редки български породи селскстопански животни, сред които медночервената шуменска овца, Каракачанска овца, Българско сиво говедо, Дунавска бяла свиня и други. От конете също се отглеждат различни породи като Арабски кон (с неговата разновидност Шагия), Английски кон, Хафлингер, Шотландско пони и българската порода Източнобългарски кон.

### Музей на коня
Под идейното ръководство и активното участие на ветеринарния лекар Рачо Рачев през 1984 г. е основана музейна експозиция на коня На 19 септември 1987 г. тя е открита официално от Пенчо Кубадински като Музей на коня.

## Археологически резерват
Днес на територията на стопанството е обособен природо-археологически резерват „Кабиюк“. Могат да бъдат посетени и наблюдавани няколко интересни обекта. Мястото е посещавано от организирани туристически групи, предимно летовници по българското Черноморие.
В началото на април 2011 г. със заповед на министъра на културата Вежди Рашидов започва определяне на границите на бъдещ историко-археологически резерват. С изменението на Закона на културното наследство в приложението към него Кабиюк е добавен под №32 с името Ранно средновековно селище Кабиюк като археологически резерват, разположен на територията на 2 общини – Шумен и Хитрино (ДВ. бр. 54 от 15 юли 2011). На 16 септември 2011 г. заместник-министърът на културата Тодор Чобанов обявява официално решението Кабиюк да се превърне в 4-ия за Област Шумен национален историко-археологически резерват.

### Лятна резиденция
Резиденцията на княз Александър I Батенберг е ползвана от владетелите на Третото българско царство.
В нея е подписан актът на Съединението на Княжество България с Източна Румелия.

### Местност Могилата
Могилата е защитена местност. Представлява земно възвишение, намиращо се в землището на Коньовец, част от природо-археологическия резерват. Тя обхваща площ от 47,5 ha и е обявена за защитен обект за опазване на разнообразната степна растителност.
Ботаническите проучвания показват, че видовото разнообразие е различно за всеки скат от нея. Установено е, че тук се намира най-добре запазеното находище на степна растителност в България. На този малка територия виреят около 200 вида тревни и храстовидни видове, включително степна растителност.
По-характерни от тях са коило, руска самодивска трева, нисък бадем, пролетно котенце (съсънка), пролетен горицвет, син и сребрист конски босилек, повет, дребна перуника, жълт равнец и други.

### Археологически обекти
През 2005 г. при разкопки на 3 km южно от Кабиюк, ръководени от проф. Рашо Рашев, е разкрит поменално-погребален ранносредновековен могилен комплекс. Проучванията показват неговото първостепенно значение в топографията на тогавашната столична област. В могила № 4 е открит единственият гроб на прабългарски аристократ. Той е погребан със сабя, конска амуниция, колан със сребърни украшения и конска кожа в краката.
Северно от Могилата през 2007 г. започва проучване на монументална каменна сграда с големи размери. Смята се, че това е бил ранносредновековен езически храм. Откриването му е сигурен знак за разкритието на нов, неизвестен аул от Първото българско царство.

## Галерия
- В двора на музея
- Каляска на цар Фердинанд I
- Древен конник
- Експонати в музейната сбирка